# Jens Peter Nielsen
Jens Peter Nielsen  était le 3e président du Comité international des sports des sourds (CISS).

## Biographie et carrière
Il n'a jamais été participé étant sportif aux Deaflympics selon la liste de athlètes de Deaflympics. Il accède à la présidence du Comité international des sports des sourds en 1955 et cède ce poste à Pierre Bernhard en 1961.

## Distinctions et récompenses
- Médaille d'honneur en Argent de Deaflympics en 1949[2]
- Médaille d'honneur en Or de Deaflympics en 1953[2]
- Membre honoraire à vie du Comité international des sports des sourds depuis 1961[3].